# Hiromi Yano
Hiromi Yano, obecnie Ikeda (jap. 矢野 広美 (池田) Yano Hiromi (Ikeda); ur. 5 stycznia 1953 w prefekturze Yamanashi) – japońska siatkarka, złota medalistka igrzysk olimpijskich, mistrzostw świata, pucharu świata i igrzysk azjatyckich.

## Życiorys
Yano wraz z reprezentacją Japonii zdobyła złote medale podczas igrzysk azjatyckich 1974 odbywających się w Teheranie oraz na mistrzostwach świata 1974 w Meksyku. Wystąpiła na igrzyskach olimpijskich 1976 w Montrealu. Zagrała wówczas we wszystkich meczach olimpijskiego turnieju, w tym we zwycięskim meczu finałowym ze reprezentacją Związku Radzieckiego. W 1977 tryumfowała w pucharze świata rozgrywanym w jej ojczyźnie, a w następnym roku zdobyła srebrny medal na mistrzostwach świata w Związku Radzieckim.
W latach 1973–1979 była zawodniczką klubu Hitachi Belle Fille, z którym pięciokrotnie zdobyła mistrzostwo ligi japońskiej pomiędzy 1974 i 1978. Kilkukrotnie była wyróżniona jako najlepsza środkowa, zagrywająca oraz atakująca japońskich rozgrywek.